# Ramil Şeydayev
Ramil Teymur oğlu Şeydayev (russisch Рамиль Теймурович Шейдаев Ramil Teimurowitsch Scheidajew; * 15. März 1996 in Sankt Petersburg) ist ein aserbaidschanisch-russischer Fußballspieler.

## Karriere

### Verein
Şeydayev kam in Sankt Petersburg als Sohn eines aserbaidschanischen Vaters und einer russischen Mutter auf die Welt und begann hier mit dem Vereinsfußball in der Jugendabteilung von Zenit Sankt Petersburg. Ab der Saison 2013/14 wurde er Teil der Profimannschaft und blieb hier bis zum Sommer 2016. Zwischenzeitlich wurde er in der Reservemannschaft des Vereins eingesetzt oder an den Ligarivalen Rubin Kasan ausgeliehen. Für die Profimannschaft absolvierte er fünf Ligapartien.
In der Sommertransferperiode 2016 wurde er vom türkischen Erstligisten Trabzonspor verpflichtet. Zur Rückrunde der Saison 2016/17 wurde er an MŠK Žilina ausgeliehen. Im September 2017 wurde er nach Aserbaidschan an Qarabağ Ağdam weiterverliehen, wo er auch zu zwei Einsätzen in der Champions League kam.
Im August 2018 wechselte er nach Russland zu Krylja Sowetow Samara.
Im Februar 2020 kehrte er nach Aserbaidschan zurück. Hier unterschrieb er am 17. Februar 2020 einen Vertrag beim Erstligisten Sabah FK. Für den Verein aus Masazır bestritt er 28 Ligaspiele. Sein ehemaliger Verein Qarabağ Ağdam nahm ihn im Juli 2021 für zwei Jahre unter Vertrag. 2022 und 2023 feierte er mit dem Verein die Meisterschaft. 2022 wurde er mit Qarabağ Pokalsieger. Nach zwei erfolgreichen Spielzeiten zog es ihn im Sommer 2023 nach Thailand. Hier unterschrieb er in Buriram einen Vertrag beim Erstligisten Buriram United. Nach zehn Erstligaspielen wechselte er im Januar 2024 in die Türkei. Hier nahm ihn der Zweitligist Kocaelispor unter Vertrag.

### Nationalmannschaft
Şeydayev begann seine Länderspielkarriere im September 2015 mit einem Einsatz für die russische U-17-Nationalmannschaft und durchlief bis zur russischen U-21-Nationalmannschaft nahezu alle Jugendnationalmannschaften seines Landes.
Im September 2016 debütierte er für die aserbaidschanische Fußballnationalmannschaft.

## Erfolge
Qarabağ Ağdam
- Aserbaidschanischer Meister: 2022, 2023
- Aserbaidschanischer Pokalsieger: 2021/22